# اتحادیه فوتبال عمان
اتحادیه فوتبال عمان نهاد اداره‌کنندهٔ فوتبال در عمان است. این نهاد در سال ۱۹۷۸ پایه‌گذاری شده و اکنون عضو کنفدراسیون فوتبال آسیا است. در حال حاضر ریاست این نهاد بر عهدهٔ خالد حمد می‌باشد.